# Valere Amoussou
Valere Amoussou (ur. 10 marca 1987 w Kotonu) – beniński piłkarz grający na pozycji bramkarza.

## Kariera klubowa
Karierę piłkarską Amoussou rozpoczął w klubie Mogas 90 FC z miasta Kotonu i w jego barwach zadebiutował w 2006 roku w pierwszej lidze benińskiej. W 2006 roku wywalczył z nim mistrzostwo kraju, a w 2008 roku odszedł do stołecznego AS Porto-Novo.

## Kariera reprezentacyjna
W reprezentacji Beninu Amoussou zadebiutował w 2008 roku. W 2008 i 2010 roku był rezerwowym bramkarzem dla Yoanna Djidonou i Rachada Chitou na Puchar Narodów Afryki 2008 i Puchar Narodów Afryki 2010.